# Аюпов, Рим Шарипович
Рим Шарипович Аюпов (4 июля 1938, Башкирская АССР — 2 февраля 2015, Киров) — советский актёр, заслуженный артист РСФСР (1984).

## Биография
Рим Шарипович Аюпов родился 4 июля 1938 года.
Работал в театрах Нижнего Тагила и Севастополя. С 1964 года был диктором Кировского радио, а в 1965 году поступил на службу в Кировский драматический театр, спустя два десятка лет перешёл в  Кировский областной театр юного зрителя имени Н. Островского и проработал там до 1996 года. Рим Шарипович снимался в кино, в его творческом активе - 16 кинокартин.
Исполнитель чтецких программ: «Три жизни мадонны» — о жене А. С. Пушкина, Н. Н. Гончаровой, «Я помню чудное мгновенье» — об Анне Керн.
Умер 2 февраля 2015 в Кирове после продолжительной болезни.

## Творчество

### Фильмография
- 1973 — «Юнга Северного флота»
- 1984 — «Иван Павлов. Поиски истины» — Иван Павлов
- 1985 — «Не имеющий чина» — революционер
- 1986 — «Лётное происшествие» — начальник авиабазы
- 1988 — «Комментарий к прошению о помиловании» — Вячеслав Иванович Тепляков
- 1989 — «Бывший папа, бывший сын»
- 1989 — «Процесс» — судья Постников
- 1990 — «В полосе прибоя» — сторож
- 1990 — «Николай Вавилов» — Терентьев
- 1991 — «Армавир» — катала
- 1991 — «Без правосудия» — Морг
- 1991 — «Люк» — свинопас
- 1991 — «Откровение Иванна Первопечатника» — Максим Грек
- 1992 — «Тишина» — Вохминцев
- 1994 — «Тень Алангасара» — Колдун
- 1995 — «Лунные псы»
- 1995 — «Под знаком Скорпиона» — Ленин

## Награды
- заслуженный артист РСФСР (1984)